# اولایینکا سانی
اولایینکا سانی (انگلیسی: Olayinka Sanni؛ زادهٔ ۲۱ اوت ۱۹۸۶) بازیکن بسکتبال اهل ایالات متحده آمریکا است.
از باشگاه‌هایی که در آن بازی کرده‌است می‌توان به فینکس مرکوری اشاره کرد.